# Вертепна драма
Вертепна драма — художній твір, що складається з двох частин: різдвяної драми і механічно приєднаної до неї сатирично-побутової інтермедії; перша частина («свята») — більш-менш стійка, друга («народна») змінюється залежно від місцевих умов, історичного періоду, здібностей самого вертепника.
Тексти вертепної драми дійшли до нас тільки з другої половини XVIII століття.
В основу релігійного дійства вертепної драми покладено євангельське оповідання про народження Ісуса Христа.

Найстарший відомий запис української вертепної драми був зроблений гущинським дяком Іваном Даниловичем, 1771 або 1776 року, але цей текст, на жаль, не повний — лише окремі виписки з вертепної драми.
Другий найстаріший текст, який був писаний польсько-українською мовою, датується 1790 роком — це не оригінал, а лише копія без початку.
У селі Сокиринці 1770 року був записаний від київських бурсаків найповніший текст (так званий «галаганівський» список), проте збереглася лише копія, а про оригінал нічого не відомо.
В українській вертепній драмі присутнє гармонійне поєднання діалога і монолога.